# Когда погаснет свет
«Когда погаснет свет» — сценарий художественного научно-фантастического фильма известного русского советского писателя-фантаста Александра Беляева.

## История
Зимой 1939 года Беляев переделал свой рассказ «Анатомический жених» в киносценарий для Одесской киностудии. Однако, экранизация не осуществилась. Впервые произведение было опубликовано лишь через 18 лет после смерти писателя — в 1960 году — в журнале «Искусство кино» (1960, № 9—10). Отдельным изданием произведение впервые вышло в 1963 году во 2-м томе Собрания сочинений Беляева в 5 томах («Молодая гвардия», 1963—1964). Это единственный сценарий, написанный Беляевым.

## Сюжет
Действие произведения происходит в одной из стран капиталистической Европы.
Бедный счетовод Джон Паркер, добрый, но недалекий человек, работает в конторе одной из компаний, пытаясь собрать деньги, чтобы жениться, хотя невесты у него нет. Для того, чтобы подработать, он по совету своего соседа, начинает ловить по городу бездомных и потерявшихся собак, однако начинание оборачивается неприятностями. Убегая от погони, он попадает в парикмахерскую, где, наконец, встречает девушку своей мечты, очаровательную маникюрщицу Мэгги. Теперь деньги ему нужны ещё больше. Паркер приходит к доктору Никольсу, который давал объявление о покупке собак для опытов по потенцированию. Однако, он уже закончил опыты на животных и предлагает Паркеру за хорошее вознаграждение испытать на себе методику, которая повышает физические и умственные силы. Используя искусственные радиоэлементы, Никольс подвергает Паркера специальной обработке. Паркер становится неутомимым тружеником, что, впрочем вызывает не только возможность хорошо заработать, но и много неприятностей от коллег в коллективах. Через какое-то время обнаруживается, что его тело начинает светиться в темноте, вызывая панику в городе. Мэгги в страхе перед видом бросается прочь от него. Никольс прячет светящегося человека у себя пока «не погаснет свет», но хозяин цирка хочет заполучить его себе и устраивает травлю учёного, в чём ему активно помогают таящие злобу на учёного злобная домоправительница миссис Вуд и пронырливый журналист Битл. В результате Никольса сажают в тюрьму. Паркер начинает выступать в цирке, но однажды во время представления он перестаёт светиться и вновь становится обычным человеком.

## Основные персонажи
- Паркер — молодой счетовод в конторе «Грей и К°»
- Битл — журналист
- Грин — хозяйка Паркера, у которой он снимает квартиру
- Майкл Грот — сосед Паркера, бывший боксёр
- Мэг Моррис — девушка в косметическом салоне парикмахерской
- Вуд — домоправительница и кассирша доктора Никольса
- Никольс — врач-гипнотизёр, исследователь
- Элис — ассистентка Никольса
- Сантано — владелец цирка
- Истмен — учёный, противник Никольса